# Pillow Rock
Der Pillow Rock (englisch für Kissenfelsen) ist ein inselartiger Klippenfelsen an der Südküste Südgeorgiens. Er ist das östlichste Objekt des Hauge Reef und liegt 5,3 km westlich des Kap Darnley.
Seinen Namen erhielt der Felsen im Zuge von Vermessungsarbeiten, die der British Antarctic Survey zwischen 1975 und 1976 vornahm. Namensgebend ist die Kissenlava, aus der er besteht.